# توراست
توراست (به لاتین: Tõõraste) یک روستا در استونی است که در دهستان هاسلاوا واقع شده‌است.